# Tocco appoggiato
Il tocco appoggiato (o semplicemente l'Appoggiato) è una tecnica chitarristica che consiste nel pizzicare una corda facendo terminare il movimento del dito della mano destra (o, nel caso in cui il chitarrista sia mancino, della mano sinistra) sulla corda immediatamente più grave.
Rispetto all'esecuzione con tocco volante, il suono ottenibile appoggiando è generalmente più intenso, ma soprattutto di timbro più scuro e gradevole. I chitarristi classici fanno abitualmente uso di entrambe le tecniche, riservando in particolare l'appoggiato alle parti monodiche o alla sezione melodica di un brano polifonico.